# Tillandsia vriesioides
Tillandsia vriesioides là một loài thuộc chi Tillandsia. Đây là loài đặc hữu của México.